# 鈴木豊 (バスケットボール)
鈴木 豊（すずき ゆたか、1986年5月2日 - ）は、日本の元男子プロバスケットボール選手である。ポジションはシューティングガード。190 cm、80 kg。北海道河西郡芽室町出身。

## 来歴
小学3年生の時に芽室ホルックスでバスケットボールを始める。
大麻高校から大東文化大学に進学し、卒業後は家業を告ぐため実家に戻り帯広のクラブチーム「フライトクラブ」でプレーしたが、プロの夢を諦めきれずbjリーグのトライアウトを受験。2011年にドラフト外で信州ブレイブウォリアーズに入団。
2012年、信州と契約満了になり、群馬クレインサンダーズに移籍。
2015年、bjリーグ新規参入の金沢武士団に移籍。
2021年、現役を引退。

## 経歴
- 大麻高校 - 大東文化大学 - フライトクラブ - 信州（2011年〜2012年） - 群馬（2012年〜2015年）- 金沢（2015年～2021年）